# Hans Munte
Hans (Johann) Carl Emil Munte (* 25. Dezember 1859 in Braunschweig; † 13. Juli 1927 ebenda) war ein deutscher Industrieller und Politiker (DDP).

## Leben

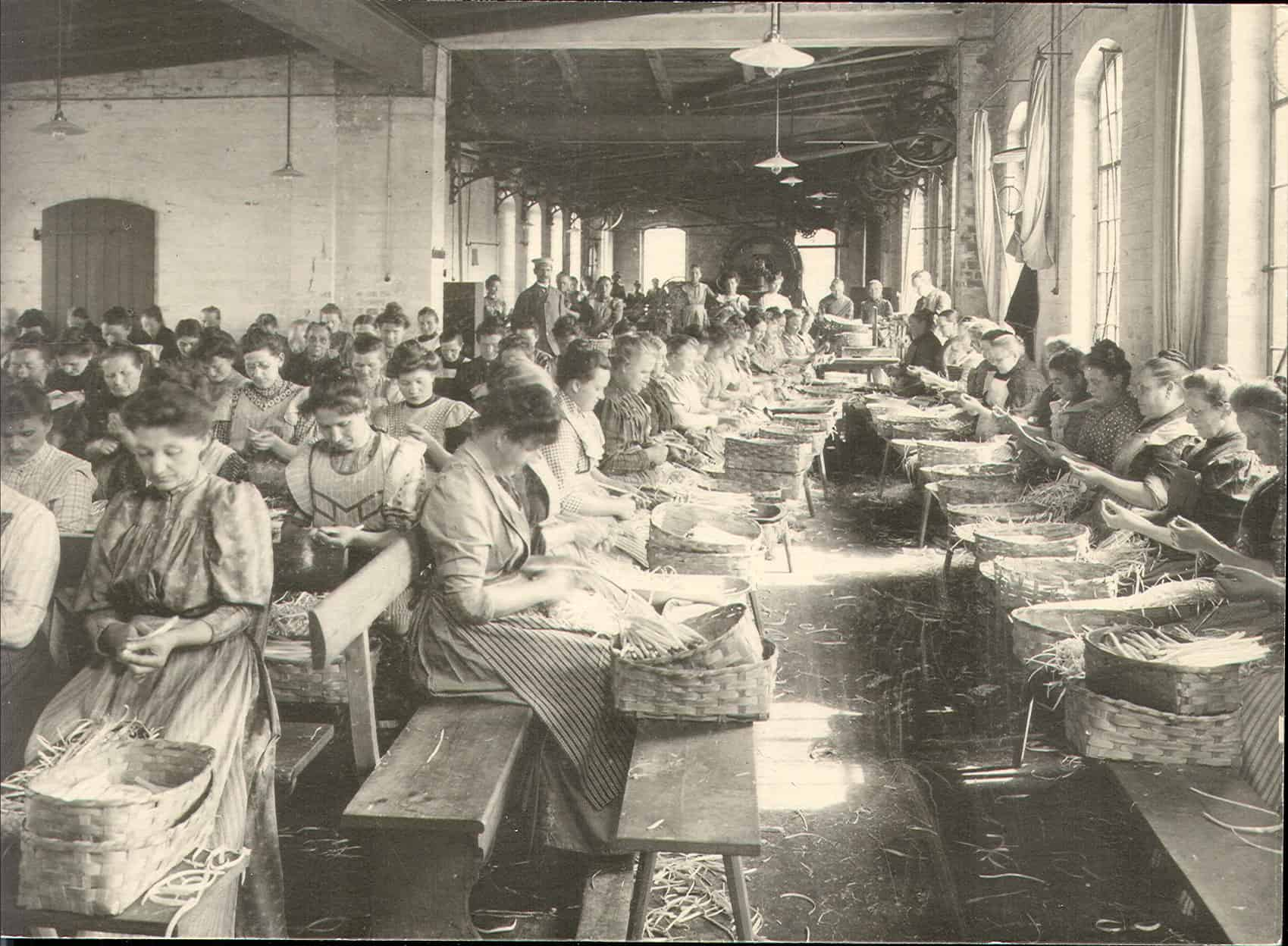
Arbeiterinnen in der ehemaligen Konservenfabrik H. L. Krone & Co. um 1900.

Munte war ein Sohn des Hofzimmermeisters Emil Munte (1835–1908), der Bauunternehmer Karl Munte war sein Bruder und dessen Sohn Gert Munte sein Neffe. Beruflich war er als Konservenfabrikant tätig und seit 1889 alleiniger Inhaber der Konservenfabrik H.L. Krone & Co. in Braunschweig. Die von Munte geführte Firma Krone hatte ihren Sitz in der Kastanienallee 40 und stellte insbesondere feine Gemüse- und Obstkonserven her. Der Vertrieb erfolgte größtenteils überregional, u. a. an den Norddeutschen Lloyd in Bremen. Er war zudem vom 1. Juli bis Ende September 1897 Mitglied des zehnköpfigen Genossenschaftsvorstands der Nahrungsmittel-Industrie-Berufsgenossenschaft des Regierungsbezirks Marienwerder.
Munte trat während der Zeit der Weimarer Republik in die DDP ein, für die er Stadtverordneter in Braunschweig war und von 1922 bis 1924 als Abgeordneter dem Braunschweigischen Landtag angehörte. Er heiratete 1891 in Dortmund Anna Caroline Hohgraefe (1869–1946). Nachkommen waren Hans Emil Munte, Hildegard Margarete Marianne Caroline Munte (verheiratete Antze) und Carl Wilhelm Herbert Munte.